# Thomas Arnold
Thomas Arnold (West Cowes, Illa de Wight, 13 de juny de 1795 - Rugby, Warwickshire, 12 de juny de 1842) va ser un eclesiàstic, pedagog, teòleg, humanista i historiador anglès. Fou un dels defensors del moviment de l'Església Àmplia (Anglican Broad Church), director de l'Escola de Rugby i renovador de les Public Schools britàniques

## Biografia
Thomas Arnold va néixer a la vila d'East Cowes a l'Illa de Wight el 13 de juny de 1795. Nascut a una família de classe mitjana, el seu pare era funcionari de la duana.
Del 1803 al 1811 va assistir a les escoles preparatòries de Warminster i Public School de Winchester. Posteriorment, a 16 anys, amb voluntat de dedicar-se a l'Església, ingressà per cursar els estudis corresponents al Corpus Christi College d'Oxford. Destacat estudiós dels clàssics, gràcies a una beca, perfeccionà la seva formació a l'Oriel College d'Oxford entre 1814 i 1818. Aquest darrer any fou ordenat diaca i va ser destinat a vicari a Laleham. Allà creà un petit i exitós centre dedicat a preparar estudiants per al seu l'ingrés a la universitat.
El 1820 es va casar amb Mary Penrose, amb qui tingué deu fills.
El 1828, any en què es doctorà en teologia, després d'algun dubte assumí el càrrec de director de la Rugby School, a Warwickshire, quan tenia 33 anys. Funció que exercí fins al final de la seva vida. Allà va portar a terme una reforma pedagògica, que acabaria influint i transformat la concepció i els objectius de les Public Schools britàniques.
Fruit del prestigi adquirit, fou membre del Senat de la Universitat de Londres, des de 1836 fins a 1838, en què dimití per les condicions imposades a les titulacions. També va esdevenir professor d'història moderna a la Universitat d'Oxford el 1841. Morí sobtadament a 46 anys.

## La reforma de l' Escola de Rugby
L'entrada de Thomas Arnold com a director de la Rugby School es produeix en un context de desprestigi i decadència de les Public Schools i de les escoles de gramàtica. Tot i que els fills de la mitjana burgesia estaven ingressant-hi en gran nombre en aquests centres que havien estat tradicionalment dedicats a l'aristocràcia i la burgesia adinerada. En aquests paràmetres Arnold portà a terme la seva paradigmàtica reforma escolar. Viatjà per França, Itàlia i Alemanya on recollí experiencies en els camp educatiu.
Tot i ser un pròsper centre privat, no gaudia del prestigi d'escoles com ara Eton o Winchester. La reforma que va emprendre Arnold a Rugbi la situà entre els centres més reconeguts i precipità el replantejament educatiu de les Public Schools angleses. Fonamentat en el sistema de prefectes, que tot donat més protagonisme als mateixos joves eren la base de la disciplina i la vida del centre. Supervisant així els amplis temps lliures que tradicionalment gaudien els alumnes d'aquest tipus de centres. També iniciant d'utilització de l'esport en aquests espais d'esbarjo com a element d'educació física, social i personal dels alumnes. Es partia del principi que una persona adulta responsable es desenvolupava a partir d'un infant responsable.
Reformà el currículum adequant-lo a la nova societat industrial que emergia a Anglaterra introduint les matemàtiques, la història i les llengües modernes al costat de l'herència tradicional de la preeminència dels clàssics en la formació. Arnold no va ser pròpiament un innovador educatiu sinó que actualitzà la tradició i va donar-li un nou significat.
Malgrat que, en aquest planejament, Thomas Arnold partia de la vella i antiga concepció de què la infància i l'adolescència era l'etapa més negativa i perversa de la vida humana. L'educació, doncs, és per a ell un procés de domesticació per esdevenir éssers socials, morals i de profit.
La finalitat era la formació d'homes, educats, forts i lluitadors allunyats del vici i el pecat. La fita educativa de Thomas Arnald era convertir el seu alumne amb un nou gentleman cristià. Renovant i adaptat la vella figura cavalleresca a les necessitats de la societat victoriana britànica. Valors s'assolien i practicaven amb èmfasi en l'esport, el "joc net" i el sistema d'assignació de responsabilitats als nois. Tot i que la Rugby School anava adreçada a formar les futures classes directives no es considerava que el rendiment acadèmic fos el fet determinant per excel·lir. L'educació intel·lectual era el darrer dels objectius educatius de Thomas Arnold. El que calia cercar a l'escola era primer de tot els principis religiosos i morals, segon una conducta pròpia d'un cavaller i tercer l'aptitud intel·lectual.
La vida i obra del doctor Thomas Arnold fou molt divulgada i mitificada mercè la novel·la autobiogràfica Tom Brown's Schooldays d' Arthur Penrhyn Stanley i de la visió que en donà Pierre de Coubertin creador del Moviment Olímpic. A Catalunya les seves idees sobre el valor educatiu de l'esport foren àmpliament divulgades per Josep Elías i Juncosa, introductor de l'esport a la Catalunya del primer terç del segle xx.

## Obres
- The Christian Duty of Granting the Claims of the Roman Catholics. Rugby,1828
- Sermons Preached in the Chapel of Rugby School, London: Fellowes, 1850
- Principles of Church Reform, Oxford: Fellowes,1833
- History of Rome, London: Fellowes, 1838
- Introductory Lectures on Modern History, London: Longmans, Green, 1842
- Sermons: Christian Life, its Hopes, Fears and Close, London: Fellowes, 1842
- Sermons: Christian Life, its Course, London: Fellowes, 1844
- The Interpretation of Scripture, London: Fellowes, 1845
- Ensayos sobre Educación, Madrid, Calpe, 1920, (Traducció de l'anglès realitzada per Lorenzo Luzuriaga)

## Bibliografia

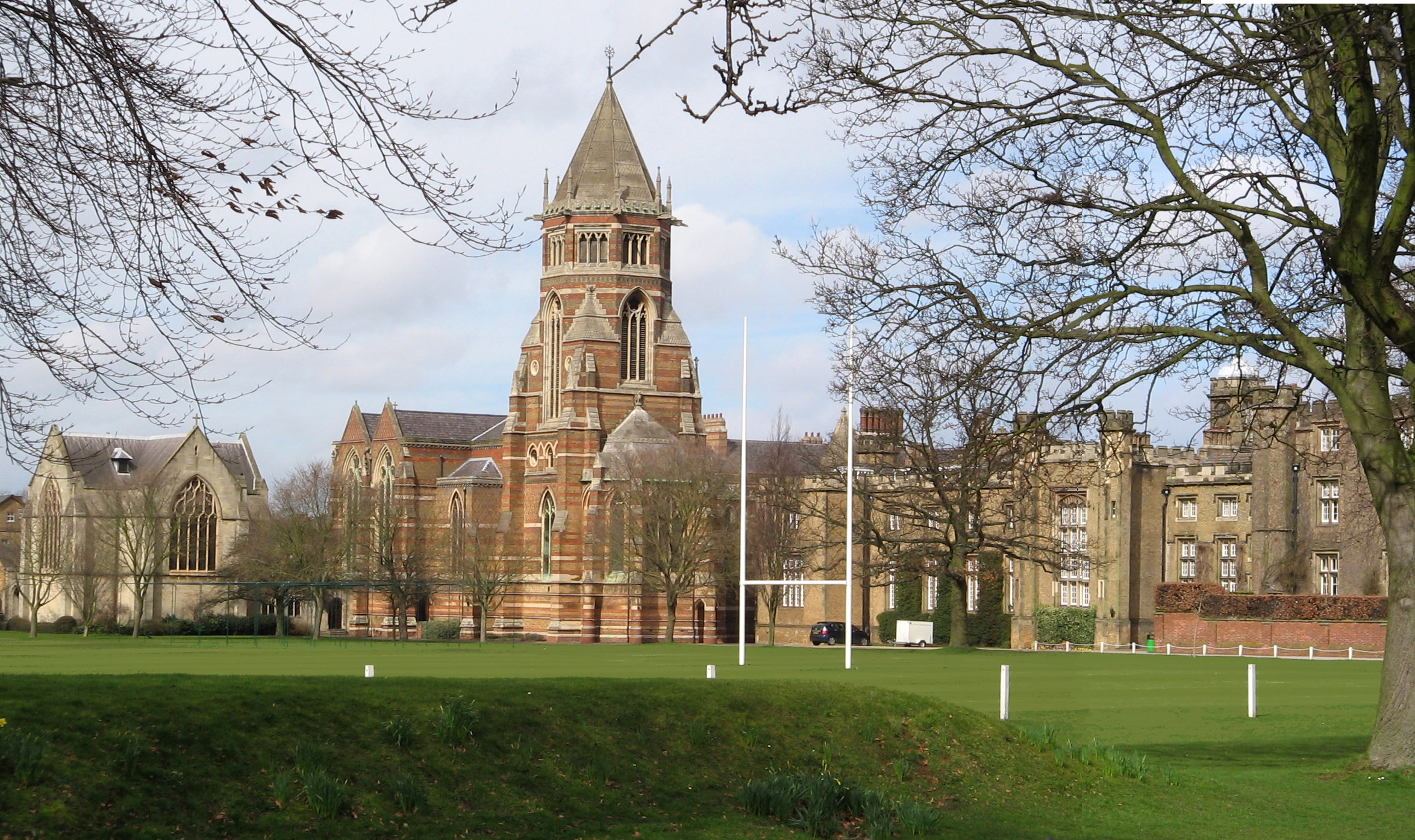
La capella de Rugby School on Thomas Arnold parlava als alumnes de l'escola.